# Greig
Greig – miasto w Stanach Zjednoczonych, w stanie Nowy Jork, w hrabstwie Lewis.